# Jean-Ricner Bellegarde
Jean-Ricner Bellegarde (ur. 27 czerwca 1998 w Colombes) – francuski piłkarz haitańskiego pochodzenia grający na pozycji pomocnika w angielskim klubie Wolverhampton Wanderers. 

## Kariera juniorska
Bellegarde grał jako junior w Villetaneuse CS (2009–2012), Le Mans FC (2012–2013) i RC Lens (2013–2015).

## Kariera seniorska

### RC Lens II
Bellegarde zadebiutował w rezerwach RC Lens 12 września 2015 w starciu przeciwko Amiens AC (przeg. 0:1). Dla nich rozegrał on 38 meczów nie strzelając żadnego gola.

### RC Lens
Belllegarde zaliczył debiut dla seniorskiej drużyny RC Lens 29 lipca 2016 w zremisowanym 0:0 spotkaniu przeciwko Chamois Niortais FC. Pierwszego gola strzelił 18 września 2017. Ostatecznie w barwach tego klubu Bellegarde wystąpił 74 razy zdobywając 7 bramek.

### RC Strasbourg
Bellegarde przeszedł do RC Strasbourg 2 lipca 2019. Zadebiutował dla nich 25 lipca 2019 w meczu kwalifikacji do Ligi Europy z Maccabi Hajfa (wyg. 3:1). Pierwszą bramkę zdobył 18 stycznia 2020 w wygranym 1:5 spotkaniu przeciwko Angoulême CFC. Łącznie dla RC Strasbourg Bellegarde rozegrał 139 meczów strzelając 8 goli.

### Wolverhampton Wanderers
Bellegarde przeniósł się do Wolverhampton Wanderers 1 września 2023. Debiut dla nich zaliczył 16 września 2023 w przegranym 1:3 spotkaniu przeciwko Liverpoolowi. Pierwszego gola strzelił 4 listopada 2023 w meczu z Sheffield United (przeg. 3:1).

## Kariera reprezentacyjna

### Francja U-19
Bellegarde zaliczył jeden występ w reprezentacji Francji U-19. Było to spotkanie przeciwko Włochom (3:3) rozegrane 22 lutego 2017.

### Francja U-20
Bellegarde zadebiutował w reprezentacji Francji U-20 11 listopada 2017 w meczu z Marokiem (wyg. 1:2). Wystąpił później w 3 spotkaniach: 27 maja 2018 z Koreą Południową (wyg. 4:1), 30 maja 2018 ze Szkocją (przeg. 0:1) oraz 2 czerwca 2018 z Togo (wyg. 2:0).

### Francja U-21
Bellegarde pierwszy mecz w kadrze Francji U-21 rozegrał 10 października 2019 przeciwko Azerbejdżanowi (wyg. 5:0), zaliczył wtedy również asystę. Zaliczył także później 2 występy: 15 października 2019 ze Słowacją (wyg. 3:5) i z Gruzją 15 listopada 2019 (wyg. 3:2).

### Haiti
W 2019 Bellegarde został powołany do wstępnej kadry Haiti liczącej 40 zawodników na Złoty Puchar CONCAF 2019. Nie został jednak wybrany do ostatecznego składu.

## Statystyki

### Klubowe
(aktualne na dzień 8 lipca 2024)
| Klub                    | Sezon              | Liga                   | Liga  | Liga   | Puchar kraju | Puchar kraju | Puchar ligi | Puchar ligi | Europa | Europa | Suma  | Suma   |
| Klub                    | Sezon              | Liga                   | Mecze | Bramki | Mecze        | Bramki       | Mecze       | Bramki      | Mecze  | Bramki | Mecze | Bramki |
| ----------------------- | ------------------ | ---------------------- | ----- | ------ | ------------ | ------------ | ----------- | ----------- | ------ | ------ | ----- | ------ |
| RC Lens II              | 2015/16            | Championnat National 2 | 23    | 0      | 0            | 0            | 0           | 0           | –      | –      | 23    | 0      |
| RC Lens II              | 2016/17            | Championnat National 2 | 11    | 0      | 0            | 0            | 0           | 0           | –      | –      | 11    | 0      |
| RC Lens II              | 2018/19            | Championnat National 2 | 4     | 0      | 0            | 0            | 0           | 0           | –      | –      | 4     | 0      |
| RC Lens II              | Ogólnie            | Ogólnie                | 38    | 0      | 0            | 0            | 0           | 0           | 0      | 0      | 38    | 0      |
| RC Lens                 | 2016/17            | Ligue 2                | 9     | 0      | 2            | 0            | 2           | 0           | –      | –      | 13    | 0      |
| RC Lens                 | 2017/18            | Ligue 2                | 25    | 1      | 4            | 0            | 2           | 0           | –      | –      | 31    | 1      |
| RC Lens                 | 2018/19            | Ligue 2                | 25    | 5      | 3            | 1            | 2           | 0           | –      | –      | 30    | 6      |
| RC Lens                 | Ogólnie            | Ogólnie                | 59    | 6      | 9            | 1            | 6           | 0           | 0      | 0      | 74    | 7      |
| RC Strasbourg           | 2019/20            | Ligue 1                | 24    | 0      | 2            | 1            | 1           | 0           | 3      | 0      | 30    | 1      |
| RC Strasbourg           | 2020/21            | Ligue 1                | 36    | 1      | 1            | 0            | –           | –           | –      | –      | 37    | 1      |
| RC Strasbourg           | 2021/22            | Ligue 1                | 36    | 2      | 2            | 0            | –           | –           | –      | –      | 38    | 2      |
| RC Strasbourg           | 2022/23            | Ligue 1                | 30    | 2      | 1            | 0            | –           | –           | –      | –      | 31    | 2      |
| RC Strasbourg           | 2023/24            | Ligue 1                | 3     | 2      | 0            | 0            | –           | –           | –      | –      | 3     | 2      |
| RC Strasbourg           | Ogólnie            | Ogólnie                | 129   | 7      | 6            | 1            | 1           | 0           | 3      | 0      | 139   | 8      |
| Wolverhampton Wanderers | 2023/24            | Premier League         | 22    | 2      | 4            | 0            | 0           | 0           | –      | –      | 26    | 2      |
| Wolverhampton Wanderers | Ogólnie            | Ogólnie                | 22    | 2      | 4            | 0            | 0           | 0           | 0      | 0      | 26    | 2      |
| Ogólnie w karierze      | Ogólnie w karierze | Ogólnie w karierze     | 248   | 15     | 19           | 1            | 7           | 0           | 3      | 0      | 277   | 17     |

### Reprezentacyjne
(aktualne na dzień 8 lipca 2024)
| Reprezentacja      | Rok                | Mecze | Bramki |
| ------------------ | ------------------ | ----- | ------ |
| Francja U-19       | 2017               | 1     | 0      |
| Ogólnie            | Ogólnie            | 1     | 0      |
| Francja U-20       | 2017               | 1     | 0      |
| Francja U-20       | 2018               | 3     | 0      |
| Ogólnie            | Ogólnie            | 4     | 0      |
| Francja U-21       | 2019               | 3     | 0      |
| Ogólnie            | Ogólnie            | 3     | 0      |
| Ogólnie w karierze | Ogólnie w karierze | 8     | 0      |

| Mecze i gole w reprezentacji | Mecze i gole w reprezentacji | Mecze i gole w reprezentacji | Mecze i gole w reprezentacji | Mecze i gole w reprezentacji | Mecze i gole w reprezentacji | Mecze i gole w reprezentacji | Mecze i gole w reprezentacji              |
| Francja U-19                 | Francja U-19                 | Francja U-19                 | Francja U-19                 | Francja U-19                 | Francja U-19                 | Francja U-19                 | Francja U-19                              |
| Lp.                          | Data                         | Miejsce                      | Gospodarz                    | Gość                         | Wynik                        | Gol                          | Rozgrywki                                 |
| ---------------------------- | ---------------------------- | ---------------------------- | ---------------------------- | ---------------------------- | ---------------------------- | ---------------------------- | ----------------------------------------- |
| 1.                           | 22.02.2017                   | Bolonia                      | Włochy U-19                  | Francja U-19                 | 3:3                          |                              | Mecz towarzyski                           |
| Francja U-20                 |                              |                              |                              |                              |                              |                              |                                           |
| Lp.                          | Data                         | Miejsce                      | Gospodarz                    | Gość                         | Wynik                        | Gol                          | Rozgrywki                                 |
| 1.                           | 11.11.2017                   | Rabat                        | Maroko U-20                  | Francja U-20                 | 1:2                          |                              | Mecz towarzyski                           |
| 2.                           | 27.05.2018                   | Aubagne                      | Francja U-20                 | Korea Południowa U-20        | 4:1                          |                              | Mecz towarzyski                           |
| 3.                           | 30.05.2018                   | Salon-de-Provence            | Francja U-20                 | Szkocja U-20                 | 0:1                          |                              | Mecz towarzyski                           |
| 4.                           | 02.06.2018                   | Salon-de-Provence            | Francja U-20                 | Togo U-20                    | 2:0                          |                              | Mecz towarzyski                           |
| Francja U-21                 |                              |                              |                              |                              |                              |                              |                                           |
| Lp.                          | Data                         | Miejsce                      | Gospodarz                    | Gość                         | Wynik                        | Gol                          | Rozgrywki                                 |
| 1.                           | 10.10.2019                   | Calais                       | Francja U-21                 | Azerbejdżan U-21             | 5:0                          |                              | Mistrzostwa Europy U-21 2021 – eliminacje |
| 2.                           | 15.10.2019                   | Dunajská Streda              | Słowacja U-21                | Francja U-21                 | 3:5                          |                              | Mistrzostwa Europy U-21 2021 – eliminacje |
| 3.                           | 15.11.2019                   | Tomblaine                    | Francja U-21                 | Gruzja U-21                  | 3:2                          |                              | Mistrzostwa Europy U-21 2021 – eliminacje |